# Brattholmen (Tysnes)
Pour les articles homonymes, voir Brattholmen (homonymie).
Brattholmen est une île norvégienne dans le landskap Sunnhordland du comté de Vestland. Elle appartient administrativement à Tysnes.

## Géographie
Rocheuse et couverte d'arbres, elle s'étend sur environ 165 m de longueur pour une largeur approximative de 133 m. 